# Alfa e Omega

Le lettere greche alfa e omega

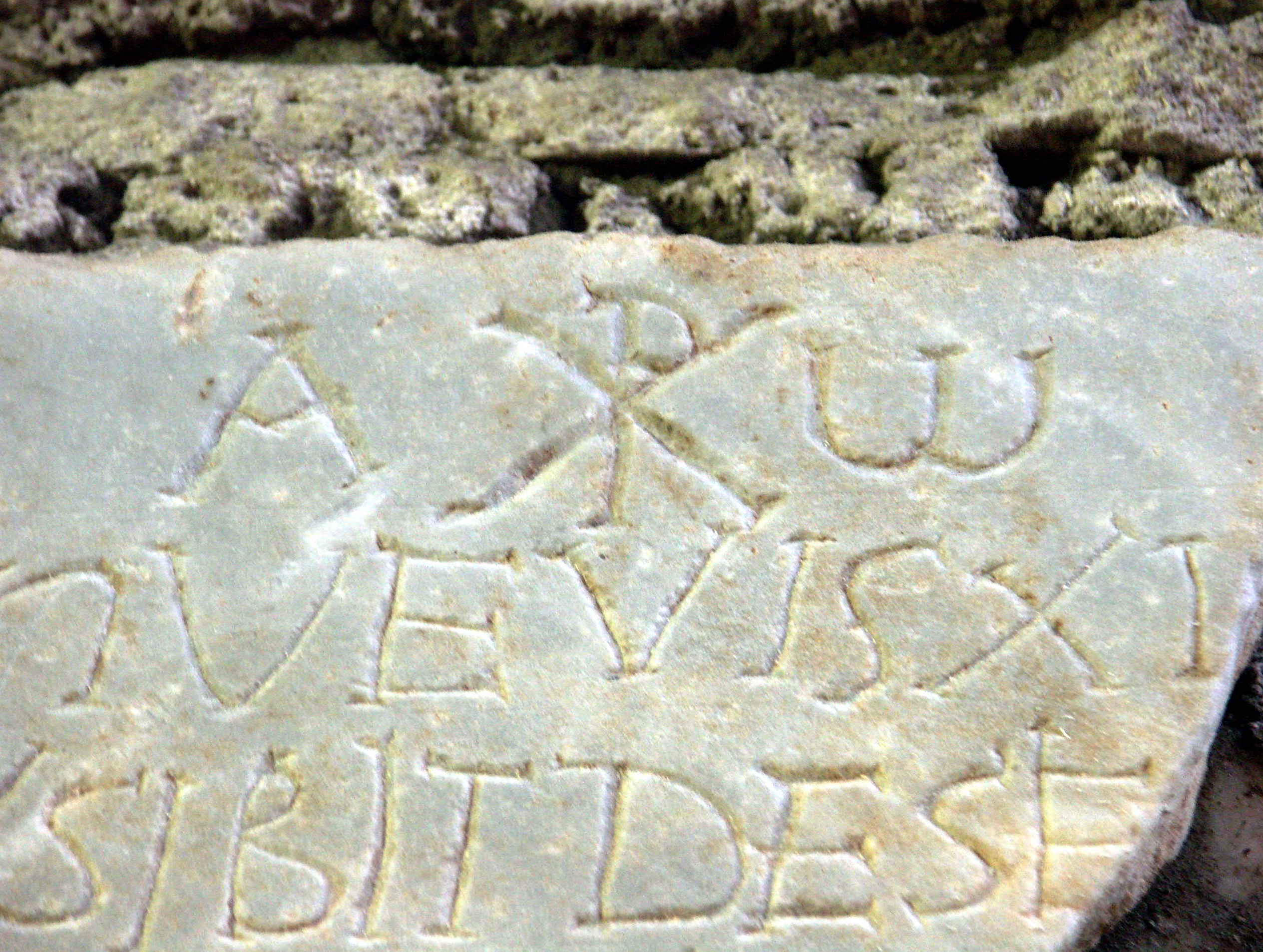
Il simbolo Chi-rho con Alfa e Omega, Catacombe di Domitilla, Roma

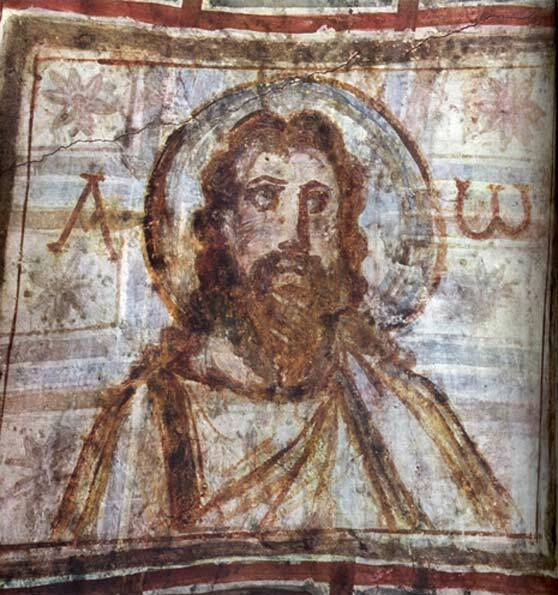
Le lettere greche alfa e omega circondano l'aureola di Gesù nelle catacombe di Roma dal IV secolo

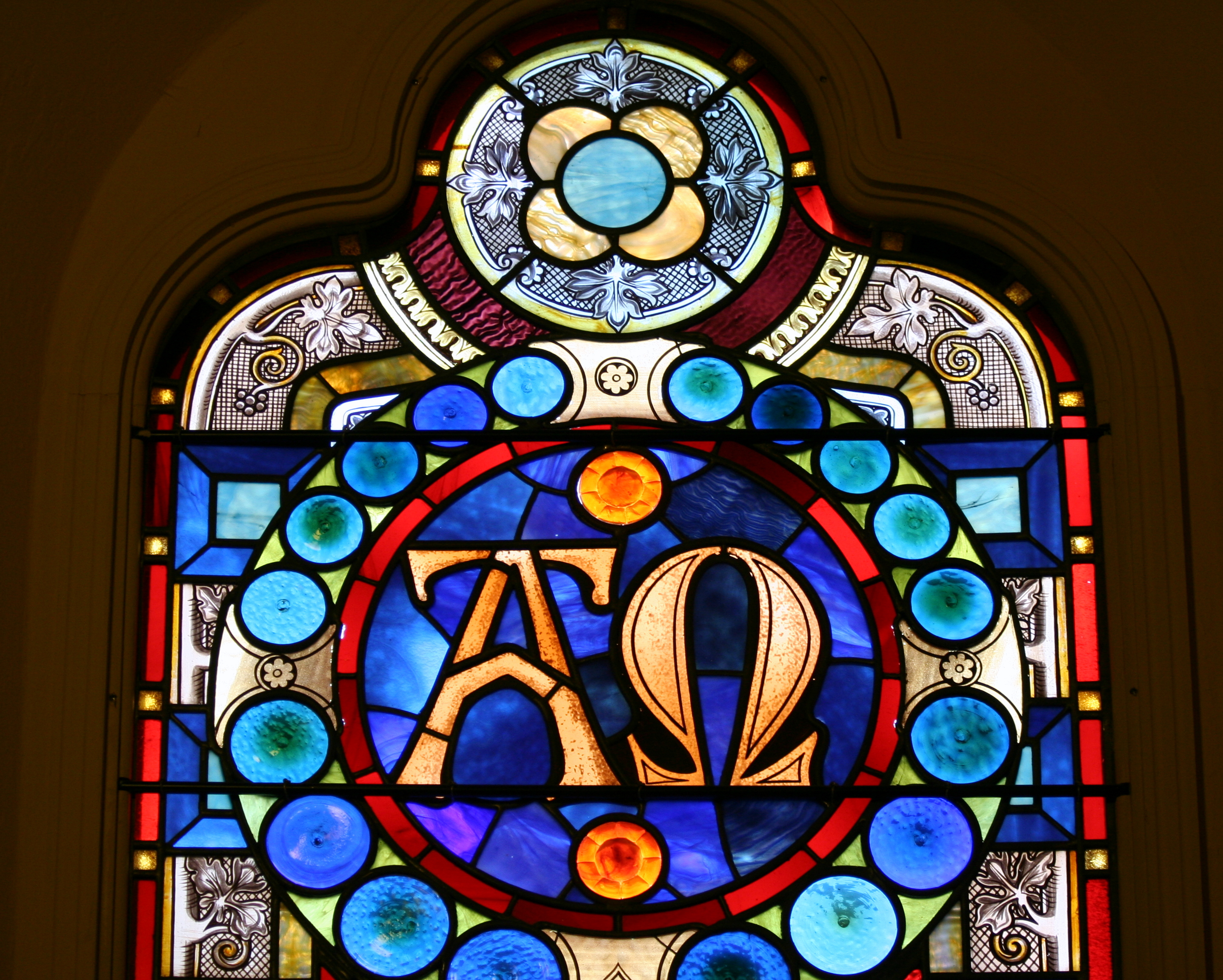
"ΑΩ" in vetro colorato

Stemma con Alfa e Omega

Alfa (alfa (Α o α)) e Omega (omega (Ω o ω)), sono la prima e l'ultima lettera dell'alfabeto greco, e un titolo di Cristo o di Dio nell'Apocalisse di Giovanni. Questa coppia di lettere è usata come simbolo cristiano ed è spesso combinata con la Croce, il Chi-rho o altri simboli cristiani.

## Origine
Il termine Alfa e Omega viene dalla frase "Io sono l'alfa e l'omega" (greco koinè: "ἐγὼ τὸ Α καὶ τὸ Ω"), un appellativo di Gesù nell'Apocalisse di Giovanni (versetti 1:8, 21:6, e 22:13). La prima occorrenza di questa frase ("Io sono l'alfa e l'omega") si trova nel capitolo 1, versetto 8 (1:8), e compare in ogni manoscritto dell'Apocalisse che contenga questo passo. Vari manoscritti posteriori ripetono "Io sono l'alfa e l'omega" anche in 1:11, ma ciò non riceve qui sostegno dalla maggioranza dei manoscritti più antichi, compreso l'alessandrino, il sinaitico e il Codex Ephraemi Rescriptus. Viene, perciò, omessa in alcune traduzioni moderne. Lo studioso Robert Young affermò, riguardo a "Io sono l'alfa e l'omega" in 1:11, che "i [manoscritti] più antichi la omettono".

## Significato nel cristianesimo
Il suo significato si trova nel fatto che alfa (Α) e omega (Ω) sono rispettivamente la prima e l'ultima lettera dell'alfabeto greco classico (ionico). Questo sarebbe simile al riferirsi a qualcuno in italiano come l'"A e Z". Così, per due volte quando il titolo appare è ulteriormente chiarito con il titolo aggiuntivo "il principio e la fine" (Apocalisse 21:6, 22:13). La prima e l'ultima lettera dell'alfabeto greco furono usate perché il Nuovo Testamento, di cui il libro dell'Apocalisse fa parte, era scritto originariamente in greco.
Benché molti commentatori e dizionari applichino questo titolo sia a Dio che a Cristo, alcune fonti secolari argomentano diversamente. Barnes' Notes on the New Testament (1974) asserisce: "Non può assolutamente essere certo che lo scrittore qui intendesse riferirsi specificamente al Signore Gesù... Non c'è alcuna reale incongruenza nel supporre, inoltre, che lo scrittore qui intendesse riferirsi a Dio in quanto tale." La maggior parte delle denominazioni cristiane insegnano che il titolo si applica sia a Gesù che a suo Padre.
Le lettere Alfa e Omega in giustapposizione si usano spesso come simbolo visivo cristiano (vedi esempi). Le lettere erano mostrate appese ai bracci della croce nell'arte paleocristiana, e alcune croci gemmate, croci ingioiellate in metallo prezioso, hanno formato lettere appese in questo modo, chiamate pendilia; per esempio, nello Stemma asturiano, che si basa sulla Croce della Vittoria asturiana. Infatti, pur sempre in greco, le lettere divennero più comuni nell'arte cristiana occidentale che in quella ortodossa orientale. Sono mostrate spesso a sinistra e a destra della testa di Cristo, talvolta dentro la sua aureola, dove prendono il posto del cristogramma usato nell'arte ortodossa.
Questo simbolo fu suggerito dall'Apocalisse, dove molti credono che Cristo, come pure il Padre, sia "il Primo e l'Ultimo" (ii, 8); "l'Alfa e l'Omega, il primo e l'ultimo, il principio e la fine" (cf., xxii, 13; i, 8). Clemente di Alessandria (II secolo, filosofo e commentatore su informazioni pagane e cristiane) parla della Parola come "l'Alfa e l'Omega di Colui solo la cui fine diventa principio, e finisce di nuovo al principio originario senza alcuna interruzione" (Stromata, iv, 25). Anche Tertulliano (avvocato, teologo) allude a Cristo come l'Alfa e Omega (De Monogamiâ, v), e da Prudenzio (Cathemer., ix, 10) apprendiamo che nel IV secolo l'interpretazione delle lettere apocalittiche era ancora la stessa: Alpha et Omega cognominatus, ipse fons et clausula, Omnium quae sunt, fuerunt, quaeque post futura sunt. ("È detto Alfa e Omega, colui che è principio e fine di tutte le cose che sono, che furono e che saranno."). Fu, tuttavia, nei monumenti del cristianesimo primitivo che l'Alfa e e Omega simboliche ebbero la loro maggiore diffusione.
Questa frase è interpretata da molti cristiani nel senso che Gesù esiste da tutta l'eternità. La frase "alfa e omega" può ugualmente significare che Dio è eterno. I simboli furono usati nel cristianesimo primitivo e appaiono nelle catacombe romane.

## Ebraismo
Nella letteratura rabbinica, si è interpretato che la parola emet  (אמת, che significa "verità"), uno dei nomi di Dio nell'ebraismo, consiste della lettera prima, mediana e finale dell'alfabeto ebraico.

## Islam
Il Corano afferma che al'Awwal (الأول), che significa "Il Primo", e al'Akhir (الأخر), che significa "L'Ultimo", sono due dei nomi di Dio: 57:3.